# Cerro Prieto, Veracruz
Cerro Prieto är en ort i Mexiko.   Den ligger i kommunen Angel R. Cabada och delstaten Veracruz, i den sydöstra delen av landet, 400 km öster om huvudstaden Mexico City. Cerro Prieto ligger 128 meter över havet och antalet invånare är 154.
Terrängen runt Cerro Prieto är platt åt nordväst, men åt sydost är den kuperad. Runt Cerro Prieto är det ganska tätbefolkat, med 96 invånare per kvadratkilometer. Närmaste större samhälle är Lerdo de Tejada, 15,9 km nordväst om Cerro Prieto. Omgivningarna runt Cerro Prieto är en mosaik av jordbruksmark och naturlig växtlighet.